# Popielewko
Popielewko [pronunciación en polaco: /pɔpjɛˈlɛfkɔ/] (en alemán: Klein Poplow) es un pueblo ubicado en el distrito administrativo de Gmina Połczyn-Zdrój, dentro del condado de Świdwin, Voivodato de Pomerania Occidental, en el noroeste de Polonia. Se encuentra a unos 4 kilómetros al este de Połczyn-Zdrój, 26 kilómetros este de Świdwin, y a 111 kilómetros este de la capital regional Szczecin. El pueblo tiene una población de 160 habitantes.